# Occimiano
Occimiano (Aussimian in piemontese)  è un comune italiano di 1 211 abitanti della provincia di Alessandria in Piemonte.

## Storia

### Simboli
Lo stemma e il gonfalone del comune di Occimiano sono stati concessi con decreto del presidente della Repubblica del 29 ottobre 1971.
Di origine risorgimentale, lo stemma riecheggia le due partiture araldiche più importanti della grande arme dei Savoia, vale a dire i mori di Sardegna e l'aquila spiegata e coronata, con lo scudo sabaudo nel petto.
Il gonfalone è un drappo troncato di rosso e di bianco.

## Monumenti e luoghi d'interesse
- Chiesa parrocchiale di San Valerio

## Società

### Evoluzione demografica
Negli ultimi cinquanta anni, a partire dal 1971, la popolazione residente è diminuita del 20%. 
Abitanti censiti

## Amministrazione
Di seguito è presentata una tabella relativa alle amministrazioni che si sono succedute in questo comune.
| Periodo        | Periodo        | Primo cittadino        | Partito                                        | Carica  | Note  |
| -------------- | -------------- | ---------------------- | ---------------------------------------------- | ------- | ----- |
| 28 maggio 1985 | 28 maggio 1990 | Pier Felice Scagliotti | Movimento Sociale Italiano - Destra Nazionale  | Sindaco | [ 6 ] |
| 28 maggio 1990 | 24 aprile 1995 | Ernesto Berra          | Partito Comunista Italiano                     | Sindaco | [ 6 ] |
| 24 aprile 1995 | 14 giugno 1999 | Roberto Bergonzo       | centro                                         | Sindaco | [ 6 ] |
| 14 giugno 1999 | 14 giugno 2004 | Roberto Bergonzo       | lista civica                                   | Sindaco | [ 6 ] |
| 14 giugno 2004 | 8 giugno 2009  | Ernesto Berra          | lista civica                                   | Sindaco | [ 6 ] |
| 8 giugno 2009  | 26 maggio 2014 | Ernesto Berra          | lista civica Insieme con Ernesto Berra sindaco | Sindaco | [ 6 ] |
| 26 maggio 2014 | 26 maggio 2019 | Valeria Olivieri       | lista civica Per tutti noi                     | Sindaco | [ 6 ] |
| 26 maggio 2019 | 9 giugno 2024  | Valeria Olivieri       | lista civica Continuiamo insieme               | Sindaco | [ 6 ] |
| 9 giugno 2024  | in carica      | Sandro Deambrosis      | lista civica Occimiano radici e futuro         | Sindaco | [ 6 ] |